# Ujesd Werchnedneprowsk
| Ujesd Werchnedneprowsk Верхнеднепровский уезд                   | Ujesd Werchnedneprowsk Верхнеднепровский уезд                   |
| Lage des Ujesd Werchnjodniprowsk im Gouvernement Jekaterinoslaw | Lage des Ujesd Werchnjodniprowsk im Gouvernement Jekaterinoslaw |
| Ujesd im Russischen Kaiserreich                                 | Ujesd im Russischen Kaiserreich                                 |
| --------------------------------------------------------------- | --------------------------------------------------------------- |
| Gouvernement                                                    | Jekaterinoslaw                                                  |
| Verwaltungssitz                                                 | Werchnjodniprowsk                                               |
| Bestehen                                                        | 1805-1923                                                       |
| Fläche                                                          | 6.862,3 km²                                                     |
| Bevölkerung                                                     | 211.674 (1897)                                                  |
| Dichte                                                          | 31 Ew/km²                                                       |

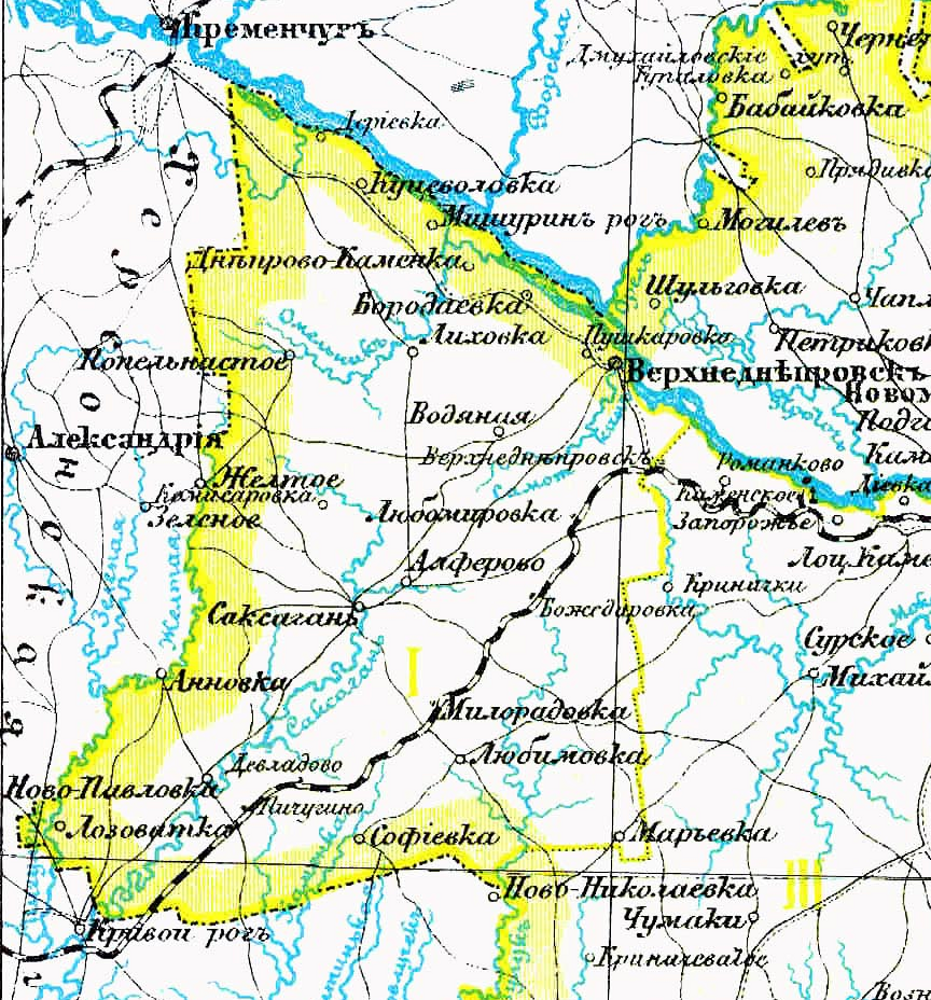
Historische Karte der Ujesd Werchnedneprowsk

Die Ujesd Werchnedneprowsk (russisch Верхнеднепровский уезд Werchnedneprowski ujesd, ukrainisch Верхньодніпровський повіт Werchnodniprowskyj powit) war eine Ujesd (Verwaltungseinheit) des Gouvernement Jekaterinoslaw im russischen Kaiserreich und zu Beginn der Sowjetunion in den Jahren 1805 bis 1923. Hauptort der Ujesd war die am Dnepr gelegene Stadt Werchnjodniprowsk im Zentrum der heutigen Ukraine.

## Geographie
Die Ujesd hatte eine Fläche von 6862,3 km² und befand sich im Westen des Gouvernement Jekaterinoslaw. Der Bezirk grenzte im Süden und Westen an das Gouvernement Cherson, wobei die Flüsse Inhulez und Schowta eine natürliche Grenze zur Ujesd Alexandrija bildeten. Im Norden bildete der Dnepr die Grenze, ihm gegenüber lag das Gouvernement Poltawa. Im Osten grenzte das Gebiet an den Ujesd Jekaterinoslaw.
Er umfasste den Westen der heutigen Oblast Dnipropetrowsk jedoch ohne die Städte Krywyj Rih und Schowti Wody. Das Gebiet erstreckte sich somit in etwa über die heutigen Rajons Werchnjodniprowsk, Pjatychatky, Sofijiwka, Krywyj Rih und den Rajon Krynytschky.

## Bevölkerung
Die Einwohnerzahl des Ujesd Werchnedneprowsk betrug 1895 173.628 Bewohner und zur Zeit der Volkszählung von 1897 lebten im Ujesd 211.674 Einwohner (107.729 Männer und 103.945 Frauen). Davon entfielen auf die Stadt Werchnedneprowsk 7671 Personen. Im Ujesd waren folgende Sprachgruppen zu unterscheiden:
Ukrainisch: 191.160 (90,3 %), Russisch: 9873 (4,7 %), Jüdisch: 5448 (2,6 %), Deutsch: 4452 (2,1 %), Griechisch: 9, Tatarisch: 26, Belarussisch: 236 (0,1 %), Polnisch: 231 (0,1 %), Rumänisch: 68,Türkisch: 8
Die Religionszugehörigkeiten setzte sich wie folgt zusammen: 3748 Juden, 331 Protestanten und 1389 waren Katholiken. Die restlichen Bewohner waren orthodoxe Christen.
Bis 1909 stieg die Bevölkerungszahl auf insgesamt 214.633 Bewohner.